# Peter Coyote
Peter Coyote, właśc. Rachmil Pinchus Ben Mosha Cohon (ur. 10 października 1941 w Nowym Jorku) – amerykański aktor, autor, reżyser, scenarzysta, zdobywca nagrody Emmy dla narratora w serialu PBS The Pacific Century (1992), narrator wielu filmów dokumentalnych oraz książek mówionych. Pracował jako narrator w czasie ceremonii otwarcia Zimowej Olimpiady 2002.

## Filmografia

### filmy fabularne
- 1980: Die Laughing jako Davis
- 1982: E.T. jako Keys
- 1983: Moje Cross Creek jako Norton Baskin
- 1985: Legenda o Billie Jean jako detektyw Larry Ringwald
- 1985: Nóż (Jagged Edge) jako Thomas Kasny
- 1987: Un homme amoureux jako Steve Elliott
- 1988: Heart of Midnight jako Sharpe/Larry
- 1991: Kunszt (A Grande Arte) jako Peter Mandrake, fotograf
- 1992: Gorzkie gody jako Oscar
- 1993: Kika jako Nicholas
- 1994: Kodeks oficerski jako Nicholas
- 1995: Księżyc i Valentino jako Paul
- 1998: Kula jako kapitan Harold C. Barnes
- 1998: Patch Adams jako Bill Davis
- 1999: Zagubione serca jako Cullen Chandler
- 2000: Erin Brockovich jako Kurt Potter
- 2001: Jack the Dog jako Alfred Stieglitz
- 2002: Szkoła uczuć jako Wielebny Sullivan
- 2002: Femme fatale jako Watts
- 2003: Bon voyage jako Alex Winckler
- 2004: Cień strachu jako Kongresmen Henderson
- 2004: Le Grand rôle jako Rudolph Grichenberg
- 2005: Miasto tajemnic jako Herman Finch
- 2006: Za linią wroga II: Oś zła jako Adair T. Manning, prezydent USA
- 2007: Shadows of Atticus
- 2008: Dr Dolittle i pies prezydenta jako prezydent USA Sterling
- 2010: Di Di Hollywood jako Michael Stein
- 2014: Dobre zabijanie jako agent CIA Langley

### seriale TV
- 1991: Droga do Avonlea jako Romney Penhallow
- 2004: Deadwood jako generał Crook
- 2005: Prawo i bezprawie jako obrońca z wyboru Mike LaSalle
- 2004–2006: 4400 jako Dennis Ryland
- 2005–2006: The Inside jako agent specjalny Virgil „Web” Webster
- 2005–2006: Pani prezydent jako wiceprezydent Warren Keaton
- 2007: Bracia i siostry (Brothers & Sisters) jako Mark August
- 2008: Agenci NCIS jako Ned Quinn
- 2009: FlashForward: Przebłysk jutra jako prezydent Dave Segovia
- 2010–2011: Prawo i porządek: Los Angeles jako adwokat Jerry Hardin
- 2015: Zaprzysiężeni jako senator Ted McCreary